# Ilijaš
Ilijaš je město a općina v kantonu Sarajevo v Bosně a Hercegovině.
Město se nachází na severu kantonu, spolu s opčinou o rozloze 72 km2 mělo v roce 2002 15 277 obyvatel. Samotné město, které se rozkládá u severní hranice opčiny, má obyvatel asi 10 000. Většina z nich jsou Bosňáci (87 %), zbytek tvoří Srbové (7 %) a Chorvati (6 %). Za války v 90. letech byla právě oblast Ilijaše místem tvrdého odporu Bosňáků proti Srbům. Na území opčiny se dodnes nacházejí minová pole.